# Status epilepticus
Status epilepticus (dále jen SE) je urgentní situace, která vyžaduje neodkladnou diagnostiku a léčbu. Definuje se jako stav, kdy dochází k výrazně prolongované záchvatové aktivitě, která je dána selháním mechanismů ukončujících epileptický záchvat nebo existencí mechanismů vedoucí k nadměrné iniciaci záchvatu. U generalizovaných tonicko-klonických křečí se za status epilepticus považuje kontinuální záchvatovitá aktivita trvající déle než 5 minut (nebo více záchvatů trvající celkem déle než 5 minut, mezi kterými pacient nenabývá vědomí), u nekonvulzivního SE je hranice stanovena na 10 - 15 minut (zde však časové vymezení není jednoznačné a je potřeba dalších dat). Předchozí tradiční definice považovala za status epilepticus záchvatovou aktivitu trvající déle než 30 minut. Podle časového hlediska se status epilepticus někdy rozlišuje na časný SE (záchvat trvající déle než 5 minut nebo opakující se záchvaty mezi kterými pacient nenabyl vědomí), rozvinutý SE (záchvat trvá i přes adekvátní léčbu déle než 30 minut),refrakterní SE (při selhání další léčby). Důsledkem SE mohou být dlouhodobé či trvalé následky např. alterace neuronálních sítí nebo neuronální poškození až buněčná smrt, což zejména závisí na typu a trvání záchvatů.

## Současná definice
Současná konceptuální definice pracuje s dvěma časovými parametry - čas t1, což je moment, po kterém považujeme záchvatovou aktivitu za kontinuální. Druhým parametrem je čas t2, vymezující dobu, po které je riziko dlouhodobých následků. V případě konvulzivního (tonicko-klonického) status epilepticus jsou stanoveny čas t1 = 5 min a čas t2 = 30min. Oba časy jsou stanoveny na základě zvířecích modelů. Data z animálních modelů týkajících se jiných typů status epilepticus nejsou dostupná.

## Dělení
Pro klasifikaci se používají základní 4 osy:
- Semiologie (klinické projevy)
- Etiologie
- EEG korelát
- Věk

### Semiologie
Při hodnocení klinického průběhu posuzujeme 2 hlavní kritéria:
- přítomnost nebo absence markantních motorických symptomů
- stupeň (kvalitativní nebo kvantitativní) poruchy vědomí

Podle tohoto přístupu se rozděluje status epilepticus do dvou hlavních kategorií, které mohou být dále členěny:
1. Status epilepticus s nápadnými motorickými projevy
2. Status epilepticus bez nápadných motorických projevů, tzv. nonkonvulzivní status epilepticus

### Etiologie
Podle příčiny se rozděluje status epilepticus na:
- Známé neboli symptomatické - např. intoxikace, cévní mozková příhoda, encefalitis, tumor mozku
- Neznámé příčiny

### EEG korelát
Status epilepticus nemá specifický iktální EEG nález. Epileptiformní grafoelementy jsou považovány za charakteristické, ale s dobou trvání statu se EEG mění a mohou převažovat nonepileptiformní změny. EEG je zásadní při diagnostice nonkonvulzivního statu, kde jsou klinické projevy často necharakteristické a nenápadné.

### Věk
Podle věku se rozdělují status epilepticus u:
- Novorozenců
- Dětí mezi 1 měsícem a 2 roky
- Dětí mezi 2 až 12 roky
- Adolescentů a dospělých (od 12 do 59 let)
- Starších pacientů (nad 60 let)

Toto rozdělení je důležité v tom, že v každém věku se objevují jiné charakteristické formy SE (zejména podle syndromů/onemocnění týkajících se dané věkové skupiny).

## Epidemiologie
Většina populačních studií pracuje s předchozí tradiční definicí SE, tedy 30 minut trvající záchvatová aktivita (kontinuální nebo se pacient mezi jednotlivými záchvaty neprobírá k vědomí). Incidence SE se liší zejména podle regionu a věku. V Evropě se pohybuje incidence mezi 9,9-15,8/100 000 a v USA 18,3-41/100 000. Věková distribuce SE má dva hlavní vrcholy, a to v první dekádě a poté se dramaticky zvyšuje po páté dekádě života. Riziko smrti při SE se pohybuje od 1,9 % do 40 % s širokou variabilitou závisející na věku, příčině a trvání.

## Příčiny
Méně než 50 % pacientů s SE prodělalo epileptický záchvat v předchorobí. Stanovení konkrétní příčiny, která vede ke SE je přinejmenším stejně tak důležité jako samotná léčba SE vedoucí k ukončení záchvatové aktivity. U pacientů s preexistující epilepsií je nejčastější příčinou nízká hladina antiepileptik, epilepsie na podkladě předchozího onemocnění mozku. Obecně jsou nejčastějšími příčinami SE akutní symptomatické záchvaty představující 48 - 63 % všech SE. Nejčastější příčinami těchto SE jsou cévní mozkové příhody, dalšími jsou tumory mozku, infekce, trauma, metabolické příčiny, konzumace alkoholu, hypoxie či anoxie mozku.

## Diagnostika
Diagnostika konvulzivního statu epilepticu je jednoduchá - je založena na přítomnosti 5minut a více trvající kontinuální záchvatovité aktivity s křečemi nebo i přerušované záchvatovité aktivity, mezi kterými se pacient plně neprobírá. Problematičtější je diagnostika nekonvulzivního statu epilepticu, která má méně charakteristické rysy, může se projevit jen nenápadnými záškuby v obličeji se současně nebo samostatně se vyskytující se kvalitativní nebo kvantitativní poruchou vědomí. Velmi důležitou roli v diagnostice nekonvulzivního statu epilepticu hraje elektroencefalografie. V současné době se využívají při diagnostice nekonvuzivního stavu Salcburská kritéria vycházející z klinického nálezu a EEG.

## Léčba
Léčbu a doporučené postupy můžeme podle doporučení "Proposed Algorithm for Convulsive Status Epilepticus" z roku 2016 rozdělit do 3 kroků: Odkaz na přehlednou tabulku v angličtině naleznete níže).

### 1. Stabilizační fáze, 0 - 5 minut
- Rychlé zhodnocení a stabilizace životně důležitých funkcí - dýchání, cirkulace
- Monitorace času vzniku záchvatu, monitorace vitálních funkcí
- Zhodnocení oxygenace, podání kyslíkových brýlí či masky, zvážení intubace, pokud je potřebná dechová podpora
- Zahájení EKG monitorace
- Vyšetření glykémie glukometrem - při hypoglykémii podání thiaminu a glukózy i.v.
- Zajištění žilního vstupu, kompletní laboratorní diagnostika (zde patří např. elektrolyty, krevní obraz, hladiny antiepileptik, toxikologie

### 2. Fáze iniciální terapie, 5 - 20minut
- V případě přetrvávání záchvatové aktivity jsou lékem volby iniciální terapie benzodiazepiny. Je možné vybrat z následujících 3 ekvivalentních možností:
  - intravenózní diazepam, dávka 0,15 - 0,2 mg/kg/dávku, max. 10 mg, může být 1× zopakováno.
  - intramuskulární midazolam, dávka 10 mg při hmotnosti nad 40 kg, dávka 5 mg při hmotnosti 13- 40 kg, jednorázové podání
  - intravenózní lorazepam, dávka 0,1 mg/kg/dávku, max. 4 mg, může být 1× zopakováno

- Pokud není žádná z těchto uvedených látek k dispozici, tak je možné vybrát z následujících 3 alternativ:
  - rektální diazepam, dávka 0,2 - 0,5 mg/kg/dávku, max. 20 mg/dávku, jednorázově
  - intranasální nebo intrabukální midazolam
  - intravenózní phenobarbital, dávka 15mg/kg/dávku, jednorázové podání

### 3. Sekundární fáze terapie, 20 - 40 minut
- V případě přetrvávání záchvatové aktivity jsou indikovány léky sekundární fáze terapie. Není evidence o léku volby v této skupině, je možné volit mezi následujícími možnostmi a jsou podávány v jedné dávce:
  - intravenózní fosphenytoin (pozn. jedná se o proléčivo phenytoinu - látka je metabolizovaná na aktivní metabolit, má menší vedlejší nežádoucí účinky oproti phenytoinu[12], v České republice není fosphenytoin dostupný[13]). Dávka je 20mg/kg, max.1500 mg/dávku, jednorázové podání
  - intravenózní valproát, dávka 40 mg/kg, max. 3000 mg/dávku, jednorázové podání
  - intravenózní levetiracetam, dávka 60mg/kg, max. 4500 mg/dávku, jednorázové podání

### 4. Třetí fáze terapie, 40 - 60 minut
- V této fázi nejsou definovány jasné postupy. V případě přetrvávání záchvatové aktivity možnosti zahrnují: zopakování terapie sekundární fáze nebo anestetické dávky thiopentalu, midazolamu, phenobarbitalu nebo propofolu. Stav vyžaduje kontinuální EEG monitoraci.

## Prognóza
10 - 30 % pacientů s epileptickým statem zemře během 30 dnů. U většiny pacientů je přítomné onemocnění mozku (např. mozkový tumor, trauma, cévní mozková příhoda, infekce). Prognóza u epileptiků s nízkou hladinou antiepileptik je relativně příznivější, přičemž mortalita v této skupině je asi 4 - 8,6 %. U přeživších pacientů je zvýšené riziko dalších epileptických záchvatů a návratu epileptického stavu. Kognitivní deficit po proběhlém statu se vyskytuje zejména u dětí a záleží zejména na konkrétní příčině statu.